# 1 de marzo
El 1 de marzo es el 60.º (sexagésimo) día del año en el calendario gregoriano y el 61.º (sexagésimo primer) en los años bisiestos. Quedan 305 días para finalizar el año. En el calendario romano (hasta el año 153 a. C.) este era el primer día del año.

## Acontecimientos
- 752 a. C.: Rómulo, el legendario primer rey de Roma, celebra el primer triunfo romano después de vencer a los cheninos, que habían venido a recuperar a sus mujeres tras el rapto de las Sabinas.
- 509 a. C.: en Roma, se celebra la victoria en la batalla de la Selva Arsia entre las fuerzas republicanas y los remanentes de la monarquía.
- 86 a. C.: Sitio de Atenas. El general romano Sila derrota al tirano Aristión.
- 138 d. C.: en la Provincia Gansu (China, 35°48′N 103°30′E / 35.8, 103.5) sucede un terremoto de magnitud 6,8 en la escala sismológica de Richter (intensidad de IX en la escala de Mercalli). Se desconoce el número de víctimas.[1]
- 293: inicia la Tetrarquía en el Imperio romano con la proclamación de Constancio I y Galerio como Césares.
- 317: en Campus Ardiensis (actual provincia de Haskovo, Bulgaria) el emperador romano de Occidente Constantino I (272-337) vence al emperador romano de Oriente Licinio (250-325) y le ordena que ejecute a su coemperador romano Valente.
- 350: en Roma, Constantina ―hermana de Constancio II― le pide al militar Vetranio que se autoproclame emperador de Roma.
- 710: Rodrigo, rey visigodo, es ungido monarca en España tras la muerte de Witiza.
- 834: Ludovico Pío recupera el trono del Reino Franco y derroca al usurpador Ebbo.
- 1476: Fernando II vence en Toro a los partidarios del nombramiento real de Juana la Beltraneja.
- 1493: la carabela La Pinta atraca en el puerto de Bayona (provincia de Pontevedra) (España) de regreso de América. Se dio la primicia del éxito de la expedición de Cristóbal Colón.
- 1565: en la actual Brasil, Estácio de Sá funda la aldea de Río de Janeiro.
- 1711: en Inglaterra sale el primer número de The Spectator, primera publicación periodística diaria de ese país.
- 1712: en Madrid (España) se abre al público la Biblioteca Nacional.
- 1756: En Cuba se establece el servicio regular de correos.
- 1783: en Filadelfia (Calabria) a la 1:40 sucede el cuarto terremoto (de una serie de cinco, en 50 días) con una magnitud estimada de 5,9 en la escala de Richter. El siguiente y último terremoto será el 28 de marzo. En total, los cinco terremotos dejarán un saldo de unas 50 000 víctimas.
- 1799: la escuadra combinada de rusos y turcos toma Corfú y algunas islas más del Mar Jónico a los franceses.
- 1802: Se inaugura en Buenos Aires la Escuela de Medicina.
- 1806: Maximiliano José I, rey de Baviera, instituye la orden de Maximiliano José.
- 1808: Napoleón Bonaparte crea la llamada "nobleza imperial", formada por generales del Ejército.
- 1815: en España se establece el primer sistema de diligencias, que une Reus y Barcelona en once horas y media.
- 1815: Napoleón vuelve a Francia de su exilio en la Isla de Elba. Se inicia el periodo conocido como los Cien Días.
- 1828: el ejército guatemalteco derrota al salvadoreño en la batalla de Chalchuapa.
- 1854: se redacta el Plan de Ayutla en México, que critica el conservadurismo del presidente Antonio López de Santa Anna y pide la creación de un Congreso Constituyente que redefina la vida nacional. Esta declaración conducirá a un pronunciamiento y a la creación de un Gobierno provisional.
- 1866: Durante la Segunda intervención francesa en México, las tropas mexicanas al mando del general Andrés S. Viesca, vencen a las tropas imperialistas en la Batalla de Santa Isabel, en las cercanías de Parras, Coahuila.
- 1867: el estado de Nebraska pasa a formar parte de Estados Unidos.
- 1870: en Paraguay, con el asesinato del presidente paraguayo Francisco Solano López finaliza la guerra de la Triple Alianza formada por Argentina, Brasil y Uruguay.
- 1871: en Francia, Napoleón III es depuesto como emperador.
- 1872: el parque nacional de Yellowstone se convierte en el primer parque nacional del mundo.
- 1879: entra en funcionamiento en España el primer tranvía de vapor entre Barcelona y San Andrés de Palomar.
- 1879: Bolivia declara la guerra a Chile, se inicia la guerra del Pacífico.
- 1884: "Diario de Nicaragua" fundado por Rigoberto Cabezas sale al público siendo el primer periódico de frecuencia diaria en Nicaragua.
- 1886: en el Café del Centre de Tarragona (España) se funda el Club Gimnàstic.
- 1893: el Instituto Nacional de Meteorología elabora el primer "mapa del tiempo" español y los correspondiente boletines meteorológicos diarios.
- 1896: el físico francés Henri Becquerel, descubre una propiedad nueva de la materia: la radiactividad.
- 1896: las tropas etíopes de Menelik II aplastan al ejército colonial italiano en la batalla de Adua, lo que marcó el fin del imperialismo italiano en África.
- 1900: una escuadra británica es equipada con telegrafía sin hilos.
- 1900: en Barcelona (España) se estrena de la obra teatral El patio, de los Hermanos Álvarez Quintero.
- 1901: en Alemania entra en servicio el primer tramo parcial de ferrocarril elevado de Elberfeld (actual Wuppertal).
- 1903: en Murcia (España) sale a la venta por primera vez el diario La Verdad.
- 1910: en el Instituto Nacional de Previsión (Madrid) se presenta el proyecto de seguros para obreros.
- 1912: Albert Berry salta de un aeroplano para probar el primer paracaídas.
- 1914: El ingeniero Jorge Newbery fallece en un accidente de aviación en Los Tamarindos, Provincia de Mendoza. Por sus méritos excepcionales fue declarado Precursor y Benemérito de la Aeronáutica Argentina (Ley Nº18559- BAP Nº2100), y Fundador de la Aeronáutica Argentina (Resolución Nº300/76-BAP Nº2297).
- 1914: la República de China entra en la Unión Postal Universal.
- 1915: en Inglaterra se forma un batallón de mujeres para combatir en la Primera Guerra Mundial.
- 1917: en el Imperio otomano se introduce el calendario gregoriano.
- 1919: los coreanos se manifiestan (Movimiento primero de marzo) en favor de la independencia nacional; como medida de escarmiento, los invasores japoneses matan a 7000 personas y detienen a otras 200 000.
- 1919: en Italia se fundan las primeras agrupaciones de combate de los fascistas.
- 1920: se disuelve el Parlamento japonés.
- 1923: las autoridades de ocupación franco-belgas amenazan con la pena de muerte a quienes saboteen los medios de transporte en la Cuenca del Ruhr.
- 1924: descubrimiento de las Tablillas de Glozel.
- 1924: en China, los comunistas son admitidos en el Kuomintang.
- 1925: el Directorio español acuerda crear la Dirección de Abastos.
- 1932: en los Estados Unidos es secuestrado el hijo de 20 meses del aviador Charles Lindbergh. Un carpintero de origen alemán llamado Bruno Hauptmann será condenado a muerte, pero más tarde se descubrirá su inocencia.
- 1933: en Barcelona (España) se inauguran las viviendas de la Casa Bloc.
- 1934: en Manchuria es coronado el emperador de Manchukuo, Puyi, que hasta ahora era el presidente.
- 1935: en nombre de la Sociedad de Naciones, el barón de Aloisi transfiere oficialmente el territorio del Sarre a Alemania.
- 1935: intento de golpe de Estado en Grecia bajo la dirección de expresidente del Consejo, Eleftherios Venizelos.
- 1935: se hace oficial la anexión del Sarre a Alemania.
- 1936: Lluís Companys regresa a Barcelona para hacerse cargo del Gobierno de la Generalidad de Cataluña.
- 1937: en Salamanca (España), los embajadores de Italia y Alemania presentan sus cartas credenciales a Francisco Franco.
- 1937: calurosa recepción en Moscú a Rafael Alberti y María Teresa León.
- 1939: por dimisión de Manuel Azaña, Diego Martínez Barrio pasa, en virtud del precepto constitucional, a ocupar la presidencia de la Segunda República española.
- 1940: el expresidente catalán Lluís Companys organiza en Francia el Consejo Nacional de Cataluña.
- 1940: inauguración en el Palacio de Chaillot (París) del Salón de los Independientes.
- 1940: inauguración oficial de la Bolsa de Madrid.
- 1940: en España, la dictadura de Franco dicta una ley para la represión de la masonería, el comunismo y demás movimientos «que siembren ideas disolventes contra la religión, la Patria y la armonía social».
- 1941: Bulgaria se adhiere al Pacto Tripartito.
- 1943: el general Alfredo Baldomir entrega la presidencia de la República del Uruguay a Juan José de Amézaga, y entra en vigor la nueva Constitución, aprobada en plebiscito el 29 de noviembre de 1942.
- 1943: la Real Fuerza Aérea británica bombardeó sistemáticamente las líneas de ferrocarril europeas.
- 1943: en Moscú se funda la Unión de Patriotas Polacos.
- 1946: la monarquía triunfa por amplia mayoría en el plebiscito celebrado en Grecia. Jorge II anuncia su regreso a Atenas.
- 1947: el Fondo Monetario Internacional (FMI) inicia sus operaciones.
- 1947: la ciudad de Trinidad (Bolivia) desaparece bajo las aguas, por el desbordamiento del río Mamoré.
- 1947: Tomás Berreta asume la presidencia de Uruguay.
- 1948: en la India se retiran las últimas tropas invasoras británicas.
- 1948: en Vietnam, el convoy Saigón-Dalat es atacado por el Vietminh con el resultado de 150 muertos.
- 1948: Estados Unidos anuncia elecciones parlamentarias en Corea del Sur.
- 1950: el presidente chileno González Videla forma un nuevo Gobierno, con representantes de los partidos radical, conservador, falangista y demócrata.
- 1950: en Finlandia el presidente Juho Kusti Paasikivi inicia su segundo mandato.
- 1950: en el marco de la Guerra fría, Klaus Fuchs es condenado por espiar para la Unión Soviética y comunicarles datos secretos sobre la bomba atómica.
- 1953: se inicia la Vuelta Aérea a España, de 3 días de duración y un recorrido de 2140 km.
- 1953: el premier soviético Iósif Stalin sufre un ataque cerebrovascular; fallecerá cuatro días después.
- 1954: en el atolón Bikini (islas Marshall, en medio del océano Pacífico), a las 6:45 de la madrugada (hora local) (18:45 del 28 de febrero, según la hora mundial), Estados Unidos detona la bomba de hidrógeno Castle Bravo, de 15 megatones. La lluvia radioactiva contamina a la tripulación del pesquero japonés Dragón Afortunado Cinco (de los que morirá uno de ellos seis meses más tarde) y a los propios soldados estadounidenses. En comparación, la soviética Bomba del Zar (de 1961, la más potente de la Historia humana) fue de 50 megatones, y la Little Boy (lanzada en 1945 sobre la población civil de Hiroshima) fue de 0,016 megatones.
- 1954: en Sudán, después de la sesión inaugural del primer Parlamento, se producen desórdenes entre autonomistas y partidarios de la anexión a Egipto, que ocasionan 100 muertos.
- 1954: en Sudán (invadida por el Reino Unido) el gobernador británico proclama el estado de excepción por los sucesos en ese país.
- 1954: en los Estados Unidos, cuatro nacionalistas puertorriqueños disparan contra cinco miembros de la Cámara de Representantes.
- 1955: en el Sitio de pruebas de Nevada, Estados Unidos detona su bomba atómica Tesla, de 7 kilotones. Es la bomba n.º 54 de las 1132 que Estados Unidos detonó entre 1945 y 1992.
- 1958: en Grecia dimite el gabinete de Konstantinos Karamanlis.
- 1958: en Cuba, el dictador Batista rechaza un llamamiento de los obispos católicos para establecer un Gobierno de unión nacional.
- 1958: en Uruguay, Carlos Fischer se hace cargo de la presidencia del Consejo Nacional.
- 1958: en el golfo de İzmit ―a unos 100 km al este de Estambul (Turquía) se hunde el buque de pasajeros turco Üsküdar. Mueren al menos 300 personas.
- 1959: el arzobispo Makarios, luchador por la independencia de Chipre, retorna al país después de tres años de destierro.
- 1961: en Guatemala, el Partido Guatemalteco del Trabajo denuncia que el Gobierno de John F. Kennedy (de Estados Unidos) entrena en la localidad de Retalhuleu a mercenarios para agredir a Cuba.
- 1962: en el oeste de Francia es desmantelada una red de la banda terrorista OAS (Organización del Ejército Secreto).
- 1966: la sonda soviética Venera 3 impacta en Venus, siendo la primera nave en impactar en la superficie de otro planeta.
- 1966: la Unión Soviética lanza la sonda lunar Cosmos 111, que fracasará en su objetivo de realizar un alunizaje suave.
- 1967: en Ecuador se funda el canal de televisión Ecuavisa, segundo canal de televisión de ese país.
- 1967: Óscar Diego Gestido asume la presidencia de la República de Uruguay.
- 1970: en Austria, el Partido Socialista consigue una amplia victoria en las elecciones legislativas.
- 1971: en el Capitolio de la ciudad de Washington (Estados Unidos), el grupo de izquierda Weatherman (‘el meteorólogo’) hace estallar una bomba en un baño público, «en protesta por la invasión estadounidense en Laos».
- 1971: en Londres (Inglaterra), el bajista John Deacon se une oficialmente a Queen, formando de esa manera la alineación clásica de la banda.
- 1972: entra en vigor la Constitución de la Organización Internacional de Protección Civil (O.I.P.C.) como organización intergubernamental que se conmemora anualmente como el Día Internacional de la Protección Civil.
- 1972: en Madrid (España) se inaugura el Tercer Festival Internacional de Teatro.
- 1972: en Uruguay, Juan María Bordaberry asume la presidencia de la República.
- 1973: se regula mediante una ley la utilización médica de los rayos X en la República Federal de Alemania.
- 1973: en Nicaragua, circula la primera edición del diario La Prensa después del terremoto de Managua del 23 de diciembre del año anterior con los titulares históricos «En 30 segundos solo Hiroshima y Managua» y «Un ensayo del Juicio Final», con los que compara la destrucción de Managua con los atentados terroristas en Hiroshima y Nagasaki (Japón), por las bombas atómicas estadounidenses en 1945.
- 1974: en los Estados Unidos, siete de los más íntimos colaboradores del presidente Richard Nixon, son acusados de participar en el escándalo Watergate.
- 1976: frente a Noruega se hunde la plataforma petrolífera Deep Sea Driller y mueren seis personas.
- 1978: en el cementerio de Vevey (Suiza), vándalos roban el ataúd de Charlie Chaplin.
- 1979: en España, la Unión de Centro Democrático (UCD) gana las primeras elecciones legislativas celebradas tras la promulgación de la Constitución, con el 34,3 % de los votos.
- 1979: en España, la banda terrorista ETA libera a Luis Abaitúa (director de la empresa Michelin).
- 1980: la sonda espacial Voyager 1 descubre el satélite Jano, que orbita en torno a Saturno.
- 1983: en la Comunidad de Madrid entra en vigor el Estatuto de autonomía.
- 1984: en el Golfo Pérsico, en el marco de la guerra entre Irán e Irak, las fuerzas navales y aéreas de Irak destruyen siete barcos iraníes.
- 1985: en Uruguay se restaura la democracia con la asunción de Julio María Sanguinetti como presidente.
- 1986: en México, el Club de Fútbol Monterrey gana su primer campeonato en la Primera División de México.
- 1986: en España, Gerardo Fernández Albor asume como presidente de la Junta de Galicia.
- 1986: Barcelona presenta oficialmente su candidatura olímpica.
- 1987: una reunión de expertos de la ONU confirma en Nueva York que por encima de la Antártida se está abriendo un agujero en la capa de ozono.
- 1988: en Renania del Norte-Westfalia (Alemania) se inicia un experimento con metadona, que se suministra gratuitamente a los heroinómanos.
- 1990: en los Estados Unidos, el Servicio Secreto de Estados Unidos registra la empresa de juegos electrónicos Steve Jackson Games (debido a que uno de sus empleados era un activo hacker) poniéndola al borde de la quiebra. Esto generará la creación de la organización sin ánimo de lucro Fundación Fronteras Electrónicas, que lucha por los derechos de libertad de expresión en la era digital.
- 1990: en Uruguay, Luis Alberto Lacalle asume la presidencia.
- 1990: en España se crea la Universidad Ramon Llull, primera universidad privada de Cataluña.
- 1990: en la Antártida, la Base Antártica Juan Carlos I, es ampliada con cuatro módulos más.
- 1991: el Tribunal Constitucional de España exige el idioma catalán para los funcionarios de la Generalidad de Cataluña.
- 1991: el rey de Tailandia, Bhumibol Adulyadej, aprueba la reforma constitucional, primer paso hacia la sustitución del poder marcial instaurado en el país tras el reciente golpe de Estado.
- 1991: en las cuencas hulleras de la Unión Soviética, 28.000 mineros hacen huelga para obtener mayores sueldos.
- 1992: en Bosnia-Herzegovina, cerca del 64 % de la población se pronuncia en referéndum a favor de independizarse de Yugoslavia.
- 1992: en la República de Montenegro, el 60 % de los ciudadanos votan en referéndum a favor de la formación con Serbia de una nueva Yugoslavia.
- 1994: en Múnich, Alemania, la banda de grunge Nirvana realiza su último recital.
- 1994: nace la Europa de los Quince. Suecia, Austria y Finlandia se incorporan como nuevos socios de la Unión Europea.
- 1994: en Francia entra en vigor un nuevo Código Penal, que sustituye al napoleónico de 1810.
- 1995: la Organización de las Naciones Unidas ponen fin a su fallida misión de paz de dos años en Somalia.
- 1995: en Uruguay, Julio María Sanguinetti asume la presidencia por segunda ocasión.
- 1998: en Cartagena (Colombia) se reúnen 500 representantes de entidades gubernamentales e internacionales relacionadas con los derechos de los niños para tratar sobre la violencia familiar, la guerra, el trabajo y la explotación sexual que sufren millones de niños en Latinoamérica.
- 1998: el socialdemócrata Gerhard Schröder vence en las elecciones regionales de Baja Sajonia y se postula como máximo rival de Helmut Kohl en la lucha por la cancillería federal para las elecciones del 27 de septiembre.
- 1998: en Colombia, una brigada móvil de 120 soldados sufre una emboscada de las FARC (Fuerzas Armadas Revolucionarias de Colombia), donde oficialmente pierden la vida 10 militares.
- 1998: la película Titanic se convierte en la primera en alcanzar una ganancia de 1000 millones de dólares estadounidenses.
- 1999: entra en vigor el Tratado de Ottawa sobre prohibición de minas terrestres, tras ser ratificado por 65 países.
- 1999: en Reino Unido se crea el movimiento político Nueva Europa. Sus miembros se califican de proeuropeos, pero contrarios, a perder la libra esterlina a favor del euro.
- 2000: Rusia acepta la presencia internacional para investigar los crímenes en Chechenia.
- 2000: en Uruguay, Jorge Batlle asume la presidencia.
- 2000: en Finlandia, Tarja Halonen asume la presidencia.
- 2000: en la Ciudad de México, entra en operaciones la Red de Transporte de Pasajeros (RTP), sucesora de la paraestatal de autobuses Ruta 100.
- 2001: en Guadalajara, México, Francisco Javier Ramírez Acuña asume el cargo de gobernador del estado de Jalisco.
- 2001: en Afganistán, el régimen de los talibanes destruye los Budas de Bāmiyān esculpidos en las montañas durante los siglos III y IV.
- 2002: en España termina la convivencia entre el euro y la peseta, permaneciendo el primero como única moneda de curso legal.
- 2002: el Gobierno belga, formado por liberales, socialistas y verdes, aprueba un proyecto de ley que prevé el cierre escalonado de todas sus centrales nucleares.
- 2002: lanzamiento del satélite europeo de observación terrestre Envisat.
- 2003: Irak cumple las exigencias de la ONU y comienza a destruir sus misiles Al Samud 2.
- 2003: la policía de Pakistán y el FBI capturan en Rawalpindi a Jalid Sheikh Mohamed, hombre de confianza de Osama Bin Laden considerado uno de los 'cerebros' de los atentados del 11-S.
- 2004: el Consejo de Gobierno provisional iraquí pacta una "Ley para la Administración del Estado iraquí durante el Periodo Transitorio".
- 2004: científicos españoles demuestran que la oxidación que provoca el éxtasis (MDMA) en las moléculas de la membrana neuronal es la causa del daño cerebral que se origina en los adictos.
- 2004: un equipo de astrónomos franceses y suizos localiza, con los telescopios europeos VTL, la galaxia más lejana que se conoce: la Abell 1835 IR1916, que se encuentra a 13 230 millones de años luz.
- 2004: la revista National Geographic publicó el fin de los trabajos del primer mapa unificado de la peligrosidad sísmica de Europa y el Mediterráneo.
- 2004: la Fundación Nacional de Ciencias de los Estados Unidos informa sobre el descubrimiento de los restos fosilizados de dos especies desconocidas hasta ahora de dinosaurios, uno carnívoro y otro herbívoro, en la Antártida.
- 2004: en Madrid se registra la temperatura más baja en un día de marzo de los últimos 105 años: -5 °C, en El Retiro.
- 2004: un informe de la FAO concluye que la inanición amenaza la vida de más de 800 millones de personas en 36 países, 23 de ellos africanos.
- 2004: se publicó la primera prueba de que las alteraciones de la insulina cerebral están relacionadas con la enfermedad de Alzheimer.
- 2005: en Uruguay, Tabaré Vázquez asume la presidencia de la República por primera ocasión, siendo el primer gobierno de izquierda en la historia del país.
- 2006: Wikipedia en inglés edita su artículo número un millón.
- 2007: el Ministerio del Interior español decide aplicar la prisión atenuada al preso etarra Iñaki de Juana Chaos atendiendo a su grave estado de salud, tras 114 días de huelga de hambre.
- 2007: En Guadalajara, México, Emilio González Márquez toma protesta como gobernador del estado de Jalisco
- 2008: se desata una Crisis diplomática de Colombia con Ecuador y Venezuela luego de la muerte de alias Raúl Reyes, miembro del secretariado de guerrilla colombiana de las FARC.
- 2010: en Uruguay, José Mujica asume la presidencia.
- 2011: Se expulsa de la Primera División de Costa Rica al club Municipal Liberia por inestabilidad económica.
- 2012: en Finlandia, Sauli Niinistö asume la presidencia.
- 2013: En Guadalajara, México, Aristóteles Sandoval asume el cargo de gobernador del estado de Jalisco
- 2014: en la estación de trenes de la ciudad de Kunming ―capital de la provincia de Yunnan (China)―, un grupo de ocho hombres musulmanes de la etnia uigur acuchillan a decenas de personas, matando a 29 (Atentado en Kunming de 2014).
- 2015: en Uruguay, Tabaré Vázquez asume la presidencia de la República por segunda ocasión.
- 2017: en Colombia, la guerrilla de las FARC inicia ante la ONU el proceso de «dejación» de sus armas,[2]como consecuencia del Acuerdo de Paz firmado entre el Estado colombiano y esa guerrilla.
- 2019: en Uruguay, Julio María Sanguinetti anuncia que será precandidato a la presidencia de la República por el Partido Colorado.
- 2020: en Uruguay, Luis Lacalle Pou asume la presidencia de la República poniendo fin a 15 años de gobierno de izquierda.
- 2023: Apagón total de luz en Argentina desde la torre del control Atucha.
- 2024: Fallece el mangaka y diseñador japonés Akira Toriyama, a los 68 años de edad, a causa de un hematoma subdural. Es reconocido a nivel mundial por su trabajo en el mundo del manga y del anime, siendo el creador de Dr. Slump y Dragon Ball, una de las franquicias más importantes de la historia del manga y de la animación de Japón.

## Nacimientos

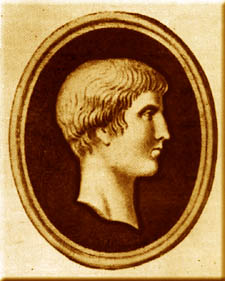
Marco Valerio Marcial.

- 40: Marco Valerio Marcial, poeta hispanorromano, nacido en Calatayud (f. 102).
- 757: Hisham I, segundo emir independiente de al-Ándalus (f. 796).
- 1105: Alfonso VII de León, rey de León y Imperator totius Hispaniae (f. 1157).
- 1389: Antonino de Florencia, arzobispo y santo italiano (f. 1459).
- 1432: Isabella de Coímbra, reina portuguesa (f. 1455).
- 1444: Sandro Botticelli, pintor italiano (f. 1510).
- 1456: Vladislao II, rey de Bohemia y de Hungría (f. 1516).
- 1547: Rudolph Goclenius, filósofo alemán (f. 1628).
- 1585: Jean de Saint-Bonnet, mariscal francés (f. 1636).
- 1597: Jean-Charles de la Faille, matemático belga (f. 1652).

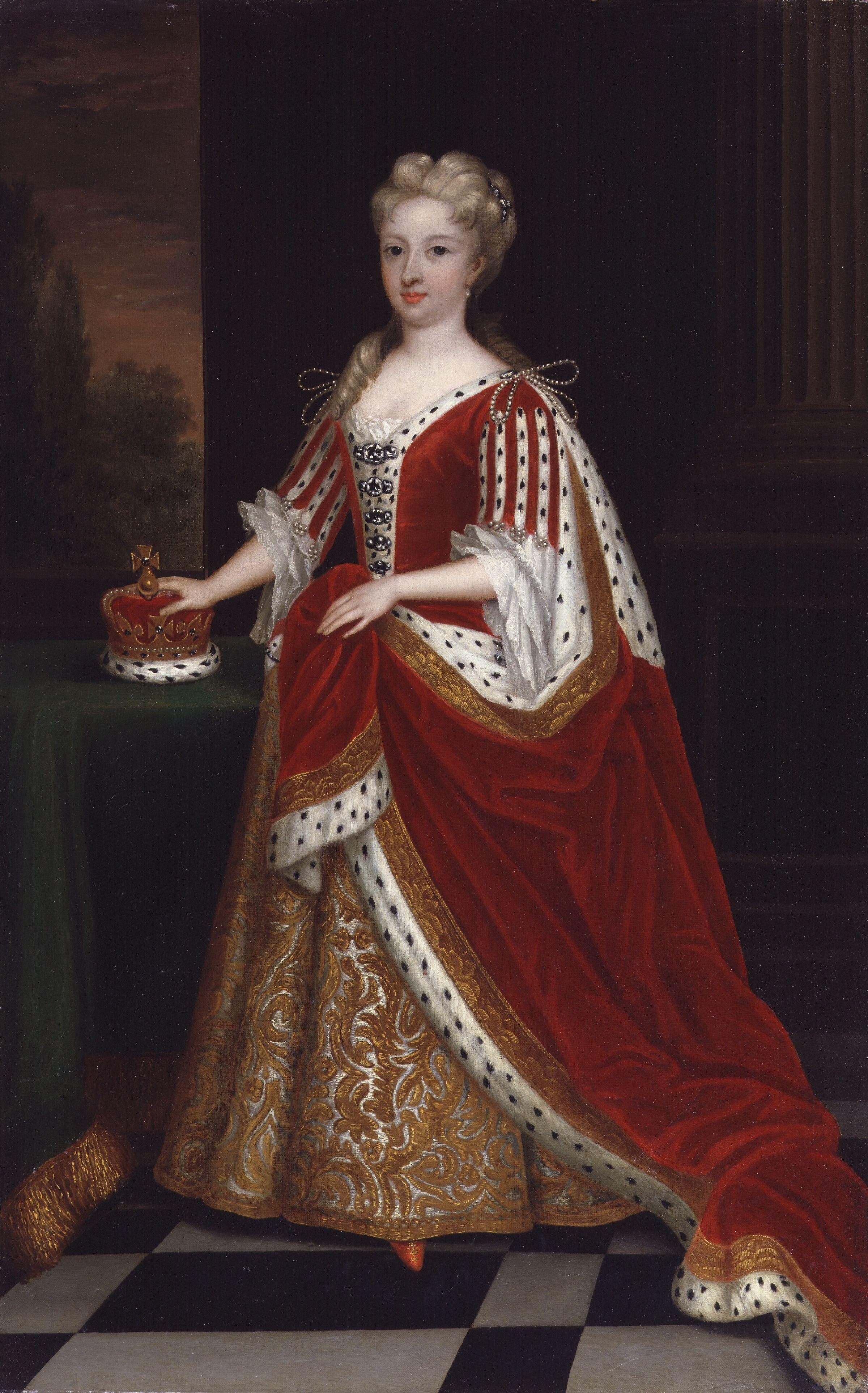
Carolina de Brandeburgo-Ansbach.

- 1683: Carolina de Brandeburgo-Ansbach, reina consorte británica (f. 1737).
- 1760: François Buzot, abogado y político francés (f. 1794).
- 1768: Pedro Coudrin, sacerdote francés (f. 1837).
- 1769: François Séverin Marceau-Desgraviers, general francés (f. 1796).
- 1781: Javiera Carrera, destacada patriota durante la independencia de Chile e hija de Ignacio de la Carrera (f. 1862).
- 1791: Manuel Carpio, poeta, médico, maestro y político mexicano (f. 1860).
- 1792: Rudecindo Alvarado, militar argentino (f. 1872).
- 1798: María Clementina de Austria, aristócrata austriaca (f. 1881).
- 1804: Franz Hanfstaengl, pintor alemán (f. 1877).
- 1807: Wilford Woodruff, líder estadounidense mormón (f. 1898).

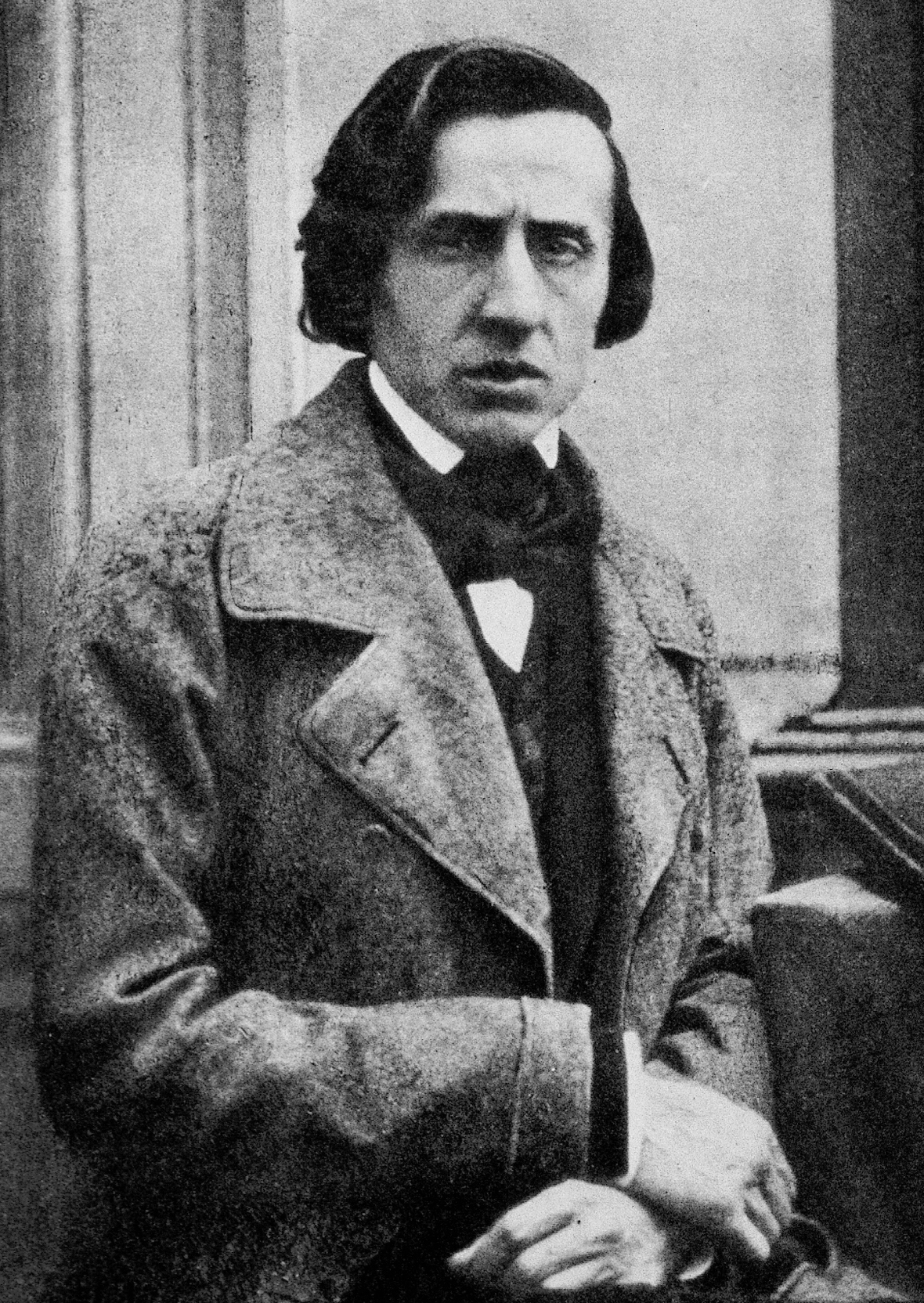
Frédéric Chopin.

- 1810: Frédéric Chopin, compositor y pianista polaco (f. 1849).
- 1812: Augustus Pugin, arquitecto británico (f. 1852).
- 1835: Rosendo García-Ramos y Bretillard, científico y arqueólogo español (f. 1913).
- 1837: William Dean Howells, escritor, dramaturgo y crítico estadounidense (f. 1920).
- 1842: Nikolaos Gyzis, pintor griego (f. 1901).
- 1842: Fermín Salvochea, anarquista español (f. 1907).
- 1848: Augustus Saint-Gaudens, escultor irlandés (f. 1907).
- 1852: Théophile Delcassé, hombre de Estado francés (f. 1923).
- 1858: Georg Simmel, filósofo, sociólogo y ensayista alemán (f. 1918).
- 1859: Charles Lummis, escritor y explorador estadounidense (f. 1928).
- 1863: Alexandre Golovin, pintor ruso (f. 1930).
- 1863: Fiódor Sologub, poeta y novelista ruso (f. 1927).
- 1867: Ángel Ayala, sacerdote español (f. 1960).
- 1868: Sofía Chotek, aristócrata alemana (f. 1914).
- 1868: Achille Paroche, tirador francés (f. 1933).
- 1876: Henri de Baillet-Latour, aristócrata y dirigente deportivo belga (f. 1942).
- 1879: Robert Daniel Carmichael, matemático estadounidense (f. 1967).
- 1880: Giles Lytton Strachey escritor británico (f. 1932).
- 1883: Fumio Asakura, escultor japonés (f. 1964).
- 1886: Oskar Kokoschka, artista austriaco (f. 1980).
- 1890: Benito Quinquela Martín, pintor argentino (f. 1977).
- 1892: Ryunosuke Akutagawa, escritor japonés (f. 1927).
- 1893: Mercedes de Acosta, poetisa y guionista estadounidense (f. 1968).
- 1896: Dimitri Mitrópulos, compositor griego (f. 1960).
- 1896: Moriz Seeler, dramaturgo y productor alemán (f. 1942).
- 1898: Ramón Gómez Cornet, pintor argentino (f. 1964).
- 1899: Alfredo Mario Ferreiro, escritor uruguayo (f. 1959).
- 1899: Erich von dem Bach-Zelewski, oficial nazi (f. 1972).
- 1899: Anxelu, poeta y monologuista español (f. 1987).
- 1902: Carlos de Haya González, aviador español (f. 1938).

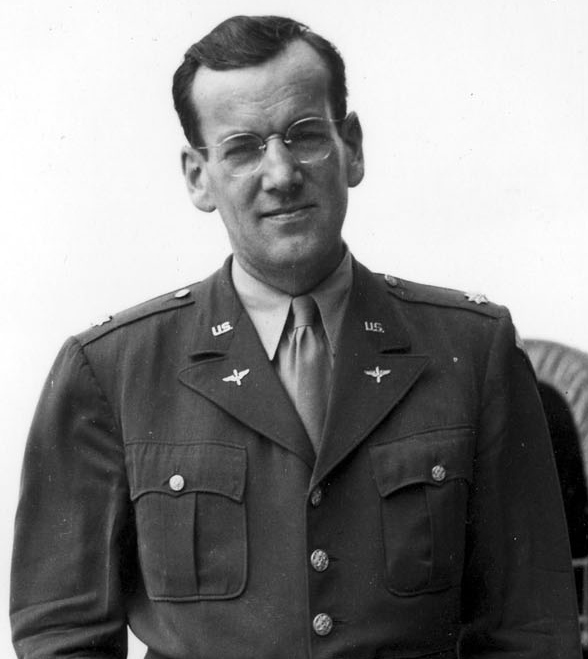
Glenn Miller.

- 1904: Glenn Miller, compositor y trombonista estadounidense, de la Glenn Miller Orchestra (f. 1944).
- 1906: Pham Van Dong, político y militar vietnamita, 2.º primer ministro (f. 2000).
- 1909: Eugene Esmonde, piloto y militar británico (f. 1942).
- 1909: Rosa Graña Garland, diseñadora peruana (f. 2003).
- 1910: Mapy Cortés, actriz y bailarina puertorriqueña (f. 1998).
- 1910: Juan de Dios Guevara, químico peruano (f. 2000).

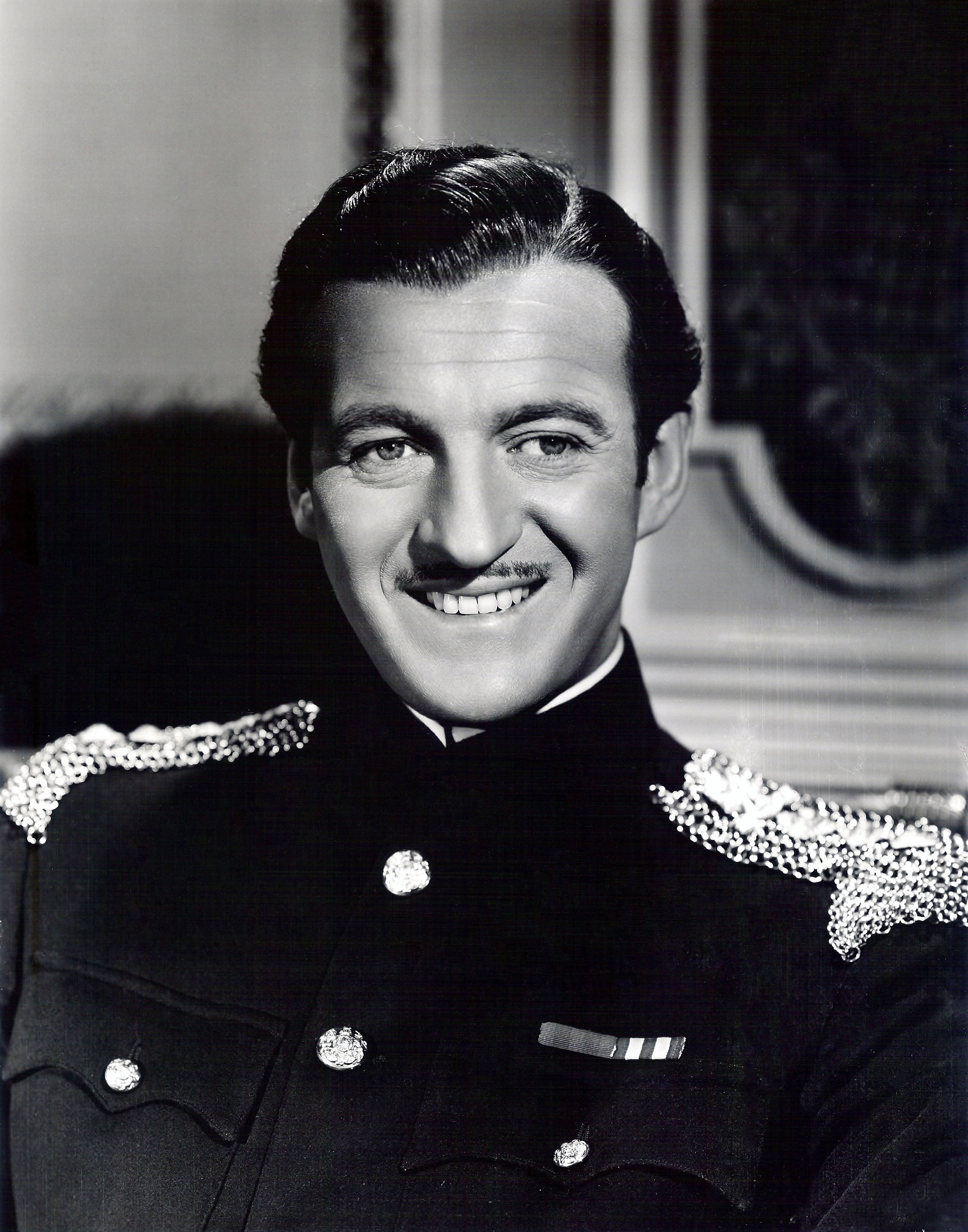
David Niven.

- 1910: David Niven, actor británico (f. 1983).
- 1910: Archer John Porter Martin, químico y académico británico, premio nobel de química en 1952 (f. 2002).
- 1911: Rina Ketty, cantante franco-italiana (f. 1996).
- 1914: Ralph Ellison, escritor y crítico estadounidense (f. 1994).
- 1914: Carlos Moyano Llerena, abogado y economista argentino (f. 2005).
- 1915: Zulfiya Isroilova, escritora uzbeka (f.1996)
- 1916: Bernardo Gandulla, futbolista argentino (f. 1999).
- 1917: Robert Lowell, poeta y académico estadounidense (f. 1977).
- 1918: Roger Delgado, actor británico (f. 1973).
- 1918: João Goulart, político y abogado brasileño, presidente de su país (f. 1976).
- 1920: Howard Nemerov, poeta estadounidense (f. 1991).
- 1920: Reg Harris, ciclista y piloto de automovilismo británico (f. 1992).
- 1921: Jack Clayton, actor y cineasta británico (f. 1995).
- 1921: Terence Cardinal Cooke, arzobispo católico estadounidense (f. 1983).
- 1921: Richard Wilbur, poeta, traductor y académico estadounidense (f. 2017).
- 1922: Néstor Luján, periodista y gastrónomo español (f. 1995).
- 1922: Isaac Rabin, militar y político israelí, responsable de las matanzas de palestinos en Lod y Ramla (1948), primer ministro de Israel (1974-1977 y 1992-1995), protagonista de las conversaciones de paz con Yasir Arafat (1993) y premio nobel de la paz en 1994 (asesinado en 1995).
- 1922: Fred Scolari, baloncestista estadounidense (f. 2002).
- 1924: Deke Slayton, astronauta estadounidense (f. 1993).
- 1925: Martín Chirino, escultor español (f. 2019).
- 1926: Allan Stanley, jugador y entrenador canadiense de jóquey sobre hielo (f. 2013).
- 1927: Vinicio Adames, músico venezolano (f. 1976).

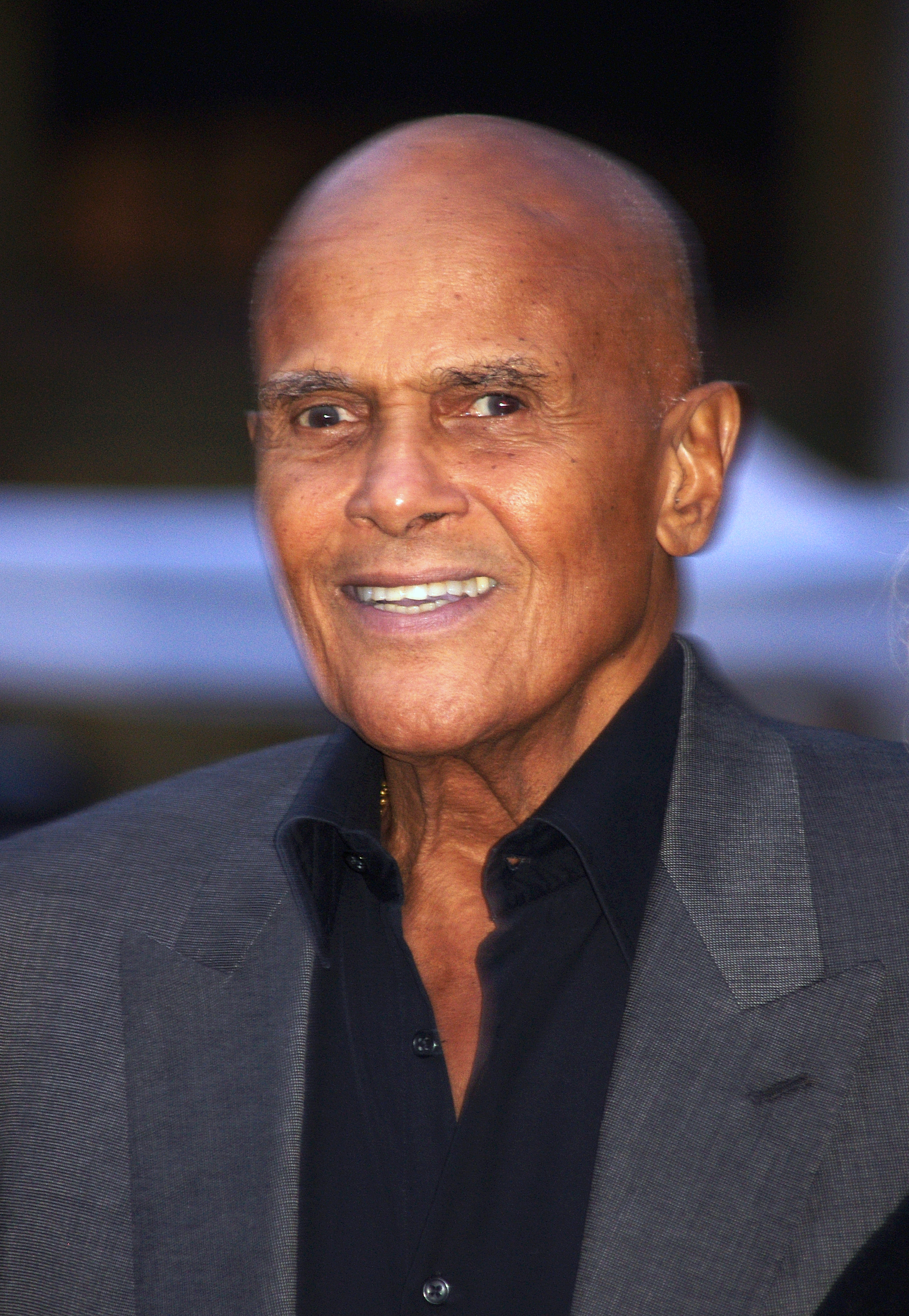
Harry Belafonte.

- 1927: Harry Belafonte, cantante, compositor y actor estadounidense (f. 2023).
- 1927: Robert Bork, juez y catedrático estadounidense (f. 2012).
- 1927: Héctor Gance, actor argentino (f. 2015).
- 1927: Salvador Pániker, pensador y escritor español (f. 2017).
- 1928: Jacques Rivette, cineasta francés (f. 2016).
- 1929: Georgi Markov, disidente búlgaro (f. 1978).
- 1929: José Ángel Sánchez Asiaín, banquero español (f. 2016).
- 1930: Ricardo González, boxeador argentino.
- 1930: Gastone Nencini, ciclista italiano (f. 1980).
- 1931: Juan Iglesias Marcelo, político español (f. 2022).
- 1934: Joan Hackett, actriz estadounidense (f. 1983).
- 1935: Robert Conrad, actor estadounidense (f. 2020).
- 1936: Jean-Edern Hallier, escritor francés (f. 1997).
- 1939: Leo Brouwer, músico, guitarrista, director de orquesta y compositor cubano.
- 1941: Robert Hass, poeta y académico estadounidense.
- 1942: Jerry Fisher, cantante estadounidense, de la banda Blood, Sweat & Tears.
- 1943: Felipe Alcaraz, político español.
- 1943: Gil Amelio, empresario estadounidense.
- 1943: Ana María Giunta, actriz argentina (f. 2015).
- 1943: José Ángel Iribar, futbolista español.
- 1943: Akinori Nakayama, Japanese gymnast y entrenador
- 1943: Rashid Sunyaev, físico y astrónomo ruso.

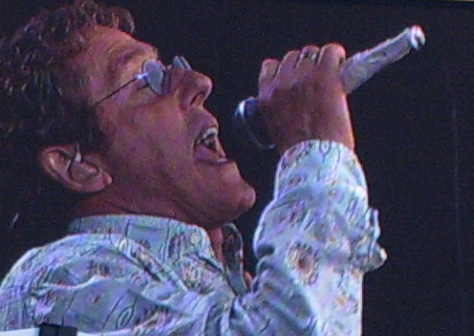
Roger Daltrey.

- 1944: Roger Daltrey, cantante británico, de la banda The Who.
- 1945: Dirk Benedict, actor estadounidense.
- 1945: Uriarte, futbolista español (f. 2016).
- 1945: Marcelo Martorell obispo católico, profesor, filósofo y teólogo argentino. Segundo obispo emérito de la Diócesis de Puerto Iguazú (f. 2024).
- 1946: Gerry Boulet, autor, intérprete y compositor canadiense (f. 1990).
- 1946: Wilver Calle Girón, militar peruano.
- 1947: Alan Thicke, actor y letrista canadiense (f. 2016).
- 1948: Teppo Ruohonen, músico y letrista finlandés, miembro del dúo Matti y Teppo, con su hermano menor, el pianista, guistarrista, violinista y compositor Matti Ruohonen (n. 1949).
- 1948: Burning Spear, músico y cantante jamaicano.
- 1949: Ángel Gabilondo Pujol, filósofo y político español.
- 1949: Carlos Soria, político argentino (f. 2012).
- 1950: Phil Alden Robinson, cineasta estadounidense
- 1951: Serguéi Kurdakov, agente soviético de la KGB (f. 1973).
- 1951: Debra Fischer, astrónoma estadounidense.
- 1952: Martin O'Neill, entrenador británico.
- 1952: Norberto Díaz, actor argentino (f. 2010).
- 1952: Brian Winters, baloncestista y entrenador estadounidense.
- 1952: Janice Burgess, escritora y productora de televisión estadounidense, creadora de la serie infantil The Backyardigans (f. 2024).
- 1953: José Higueras, tenista español.
- 1953: Carlos Queiroz, futbolista y entrenador portugués.
- 1954: Catherine Bach, actriz estadounidense.
- 1954: Carles Benavent, músico español.
- 1954: Lorraine Hunt Lieberson, mezzosoprano estadounidense (f. 2006).

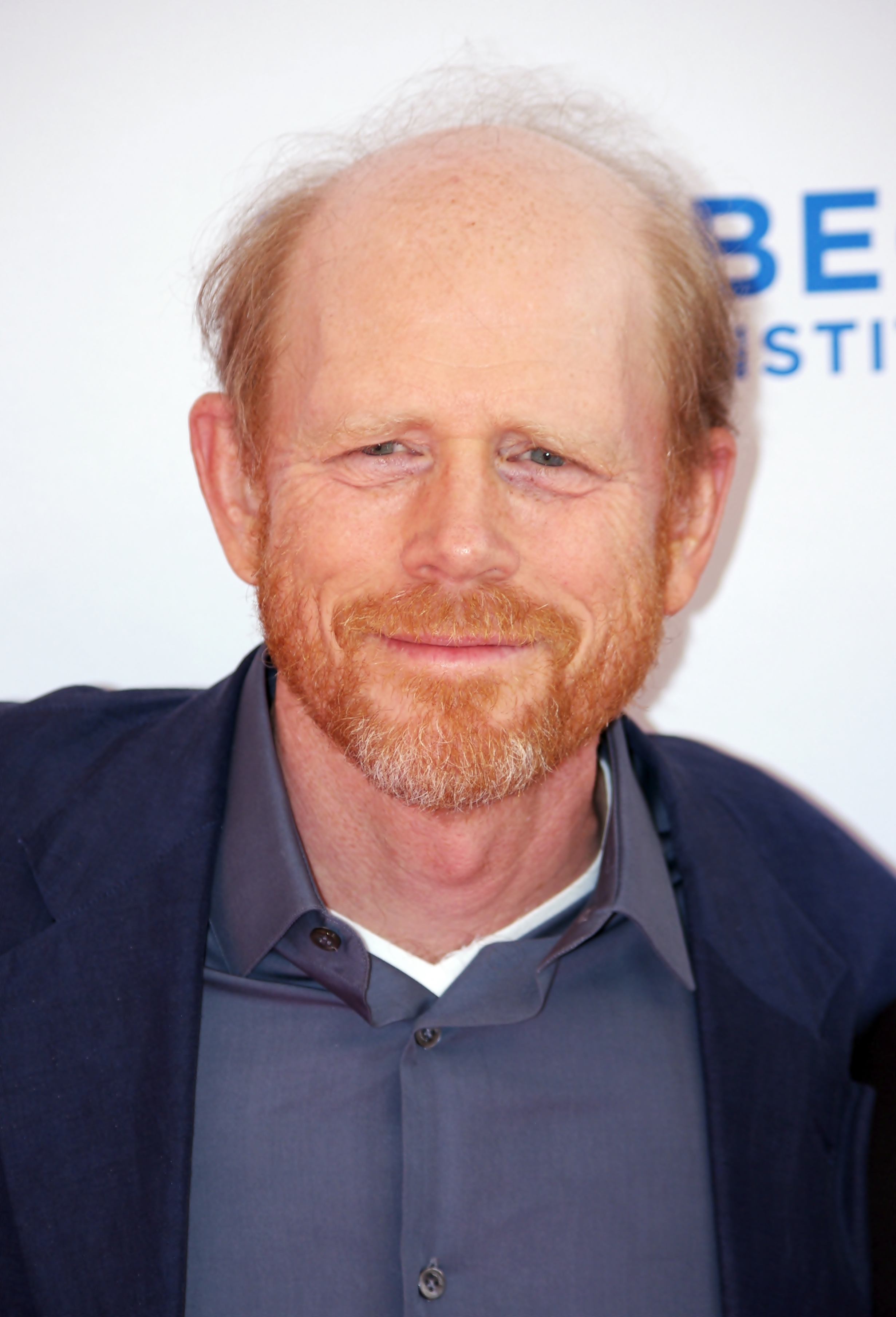
Ron Howard.

- 1954: Ron Howard, cineasta, productor, guionista y actor estadounidense.
- 1955: Clara Sánchez, escritora española.
- 1955: Denis Mukwege, ginecólogo congoleño, premio nobel de la paz en 2018.
- 1956: Tim Daly, actor estadounidense.
- 1956: Dalia Grybauskaitė, política lituana.
- 1957: Rustam Minnijánov, político ruso, actual presidente de la República de Tartaristán.
- 1958: Aníbal Ibarra, político argentino.
- 1958: Nik Kershaw, compositor y guitarrista británico.
- 1958: Bertrand Piccard, psiquiatra suizo.
- 1959: Nick Griffin, político británico.
- 1961: David Cantero, presentador español.
- 1962: Silvina Chediek, periodista y conductora de televisión argentina.
- 1962: Russell Coutts, navegante neozelandés.
- 1963: Rob Affuso, batería estadounidense de la banda Skid Row.
- 1963: Shangay Lily, drag queen y escritor español.
- 1963: Thomas Anders, cantante alemán, de la banda Modern Talking.
- 1963: Antonio Castillo, beisbolista venezolano.
- 1964: Paul Le Guen, futbolista y entrenador francés.
- 1964: Luis Medina Cantalejo, árbitro de fútbol español.
- 1964: Pedro Saborido, productor y guionista argentino.
- 1965: Robert Huffman, luchador profesional estadounidense.
- 1965: Chris Eigeman, actor estadounidense.
- 1966: Zack Snyder, cineasta, guionista y productor estadounidense.
- 1967: George Eads, actor estadounidense.
- 1967: Abu Nidal, terrorista palestino (f. 2002).
- 1967: Aron Winter, futbolista neerlandés.

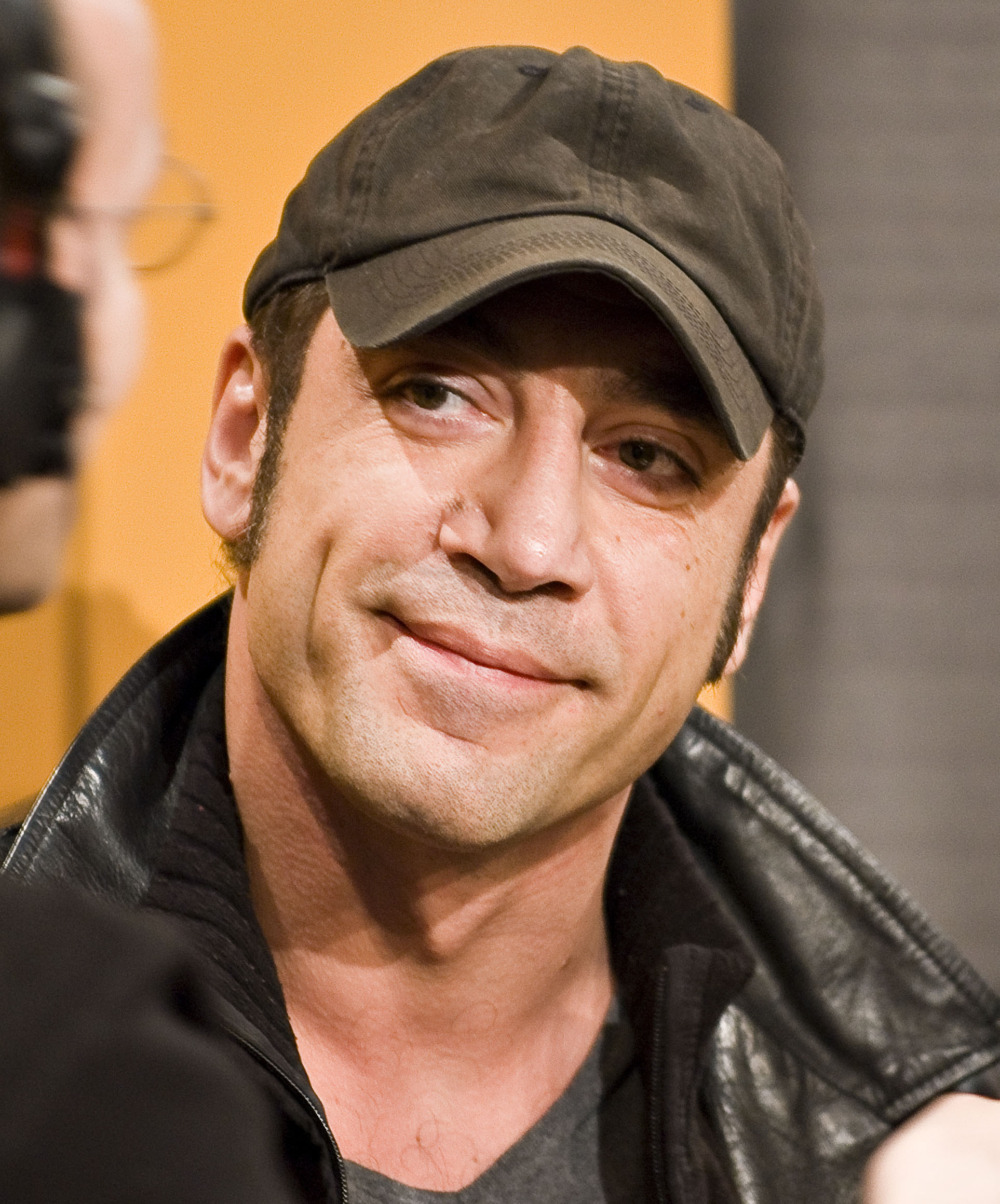
Javier Bardem.

- 1969: Javier Bardem, actor español.
- 1969: Viena Ruiz, actriz, presentadora y modelo colombiana.
- 1970: Manuel García, cantautor chileno.
- 1970: María Fernanda Heredia, escritora ecuatoriana.
- 1970: Serena Armstrong-Jones, aristócrata británica.
- 1971: Thomas Adès, pianista, director de orquesta y compositor británico.
- 1971: Tyler Hamilton, ciclista estadounidense.
- 1971: Brad Falchuk, guionista y director estadounidense.
- 1972: Serhiy Konovalov, futbolista ucraniano.
- 1973: Jack Davenport, actor británico.
- 1973: Ryan Peake, guitarrista canadiense, de la banda Nickelback.
- 1973: Carlo Resoort, DJ neerlandés.
- 1973: Chris Webber, baloncestista estadounidense.
- 1974: Mark-Paul Gosselaar, actor estadounidense.
- 1974: Pierdomenico Baccalario, escritor italiano.
- 1974: Márcia Imperator, actriz pornográfica brasileña.
- 1974: José António Calado, futbolista portugués.
- 1974: Guillermo Morigi, futbolista argentino.
- 1974: Rogelio González Pizaña, narcotraficante mexicano (f. 2015).
- 1975: Tate Stevens, cantante y guitarrista estadounidense.
- 1975: Valentina Monetta, cantante sanmarinense.
- 1977: Esther Cañadas, modelo española.
- 1977: Xochitl Marisol Cuevas-Figueroa, botánica mexicana.
- 1977: Jon Urzelai, futbolista español.
- 1978: Jensen Ackles, actor estadounidense.
- 1978: Donovan Patton, actor estadounidense.
- 1979: Éowyn, cantante estadounidense.
- 1979: Mikkel Kessler, boxeador danés.
- 1979: Bruno Langlois, ciclista canadiense.
- 1979: Magüi Serna, tenista española.
- 1980: Shahid Afridi, jugador pakistaní de críquet.
- 1980: Gennaro Bracigliano, futbolista francés.
- 1980: Djimi Traoré, futbolista malí.
- 1980: Kase-O, MC español.
- 1981: Will Power, piloto de automovilismo australiano.
- 1982: Juan Manuel Ortiz, futbolista español.
- 1982: Yudhvir Singh Judev, político indio (f. 2021).
- 1983: Daniel Carvalho, futbolista brasileño.
- 1983: Lupita Nyong'o, actriz mexicano-keniana.
- 1983: Davey Richards, luchador estadounidense.
- 1984: Claudio Bieler, futbolista argentino.
- 1984: Patrick Helmes, futbolista alemán.
- 1984: Naima Mora, modelo estadounidense.
- 1984: Samuel San José, futbolista español.
- 1985: Andreas Ottl, futbolista alemán.
- 1986: Ayumu Goromaru, rugbista japonés.
- 1986: Big E Langston, luchador profesional estadounidense.
- 1986: Jonathan Spector, futbolista estadounidense.
- 1986: José Carvallo, futbolista peruano.
- 1987: Sammie, cantante estadounidense.
- 1987: Kesha, cantante y compositora estadounidense.
- 1987: Luciano Aued, futbolista argentino.
- 1989: Emma, luchadora profesional australiana.
- 1989: Emeraude Toubia, actriz, presentadora, modelo y reina de belleza canadiense con ascendencia mexicana.
- 1989: Daniella Monet, actriz estadounidense.
- 1989: Carlos Vela, futbolista mexicano.
- 1990: Harry Eden, actor británico.
- 1992: Ariel Montalbán, ilustradora e historietista española.
- 1993: Josh McEachran, futbolista británico.
- 1993: Won Ho, cantante, letrista, compositor, productor y bailarín surcoreano, integrante del grupo surcoreano Monsta X.
- 1993: Lucas Melano, futbolista argentino.
- 1994: Justin Bieber, cantante y compositor canadiense.
- 1994: Tyreek Hill, jugador estadounidense de fútbol americano.
- 1994: Park Bo-ram, cantante surcoreana (f. 2024).
- 1996: Ye Shiwen, nadadora china.
- 1996: Yamila Badell, futbolista uruguaya.
- 1996: Nicolás Benegas, futbolista argentino.
- 1996: Grant Benzinger, baloncestista estadounidense.
- 1996: Luis Erney Vásquez, futbolista colombiano.
- 1996: Aurelio Gonzales-Vigil, futbolista peruano.
- 1996: Sage Northcutt, peleador de artes marciales mixtas estadounidense.
- 1997: Johan Jacobs, ciclista suizo.
- 1997: Christian Boudet, baloncestista argentino.
- 1998: Aarón Ida, actor mexicano.
- 1999: Azariah Soromon, futbolista vanuatuense.
- 1999: Andrea Hristov, futbolista búlgaro.
- 1999: Petko Hristov, futbolista búlgaro.
- 1999: Fernando dos Santos Pedro, futbolista brasileño.
- 1999; Patrick Sequeira, futbolista costarricense.
- 1999: Martín Calderón, futbolista español.
- 1999: Rudy Barrientos, futbolista guatemalteco.
- 1999: Sophia Junk, atleta alemana.
- 1999: Joan López Elo, futbolista hispano-ecuatoguineano.
- 1999: Walter Bogado, futbolista paraguayo.
- 1999: Larissa Pimenta, yudoca brasileña.
- 1999: Caroline Pilhatsch, nadadora austriaca.
- 1999: Jonathan Ceceña, futbolista panameño.
- 2000: Ava Allan, modelo y actriz estadounidense.
- 2000: Rômulo Zwarg, futbolista brasileño.
- 2000: Moisés Andriassi, baloncestista mexicano.
- 2000: Erik Majetschak, futbolista alemán.
- 2000: Ahmed Kutucu, futbolista germano-turco.
- 2000: Brian Ferrares, futbolista uruguayo.
- 2000: Ja'Marr Chase, jugador de fútbol americano estadounidense.
- 2000: Riccardo Capellini, futbolista italiano.
- 2000: Thomas Gutiérrez, futbolista venezolano.
- 2000: Jesús Fernández Alonso, futbolista español.
- 2000: Niklas Hartweg, biatleta suizo.
- 2000: Agustín Toledo, futbolista argentino.
- 2000: Julián Rodríguez Vuotto, futbolista argentino.
- 2000: Laura Heredia, pentatleta española.
- 2000: Marcelino Núñez, futbolista chileno.
- 2001: Wander Franco, beisbolista dominicano.
- 2004. Yehor Yarmolyuk, futbolista ucraniano.
- 2005: Dimitris Kaloskamis, futbolista griego.
- 2006: Peter Connelly ("Bebé P"), niño británico (f. 2007).

## Fallecimientos
- 589: San David, religioso galés, patrón de ese país (n. 500).

- 965: León VIII, papa italiano.

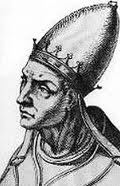
León VIII.

- 991: En'yū Tennō, emperador japonés (n. 959).
- 1131: Esteban II, rey húngaro (n. 1101).
- 1233: Tomás I de Saboya, aristócrata francés (n. 1178).
- 1383: Amadeo VI de Saboya, aristócrata francés (n. 1334).
- 1510: Francisco de Almeida, soldado y explorador portugués (n. 1450).
- 1536: Bernardo Accolti, poeta italiano (n. 1465).
- 1620: Thomas Campion, poeta y compositor inglés (n. 1567).
- 1633: George Herbert, poeta, orador y sacerdote inglés (n. 1593).
- 1643: Girolamo Frescobaldi, compositor y pianista italiano (n. 1583).
- 1697: Francesco Redi, físico italiano (n. 1626).
- 1768: Hermann Samuel Reimarus, filósofo y escritor alemán (n. 1694).
- 1773: Luigi Vanvitelli, arquitecto italiano (n. 1700).
- 1777: Georg Christoph Wagenseil, compositor austríaco (n. 1715).
- 1792: Leopoldo II de Austria, emperador del Sacro Imperio Romano (n. 1747).
- 1793: Ramón Bayeu, pintor español (n. 1746).
- 1833: Maurice Mathieu, general francés (n. 1768).
- 1836: Miguel Barragán, militar y político mexicano (n. 1789).
- 1841: Claude-Victor Perrin, mariscal francés (n. 1764).
- 1862: Peter Barlow, matemático británico (n. 1776).
- 1863: Manuel María de Llano, médico, político y periodista mexicano (n. 1799).
- 1870: Francisco Solano López, presidente paraguayo (n. 1827).
- 1875: Tristan Corbière, poeta francés (n. 1845).
- 1882: Theodor Kullak, pianista y compositor alemán (n. 1818).
- 1884: Isaac Todhunter, matemático británico (n. 1820).
- 1895: Pauline Musters, enana neerlandesa (n. 1876).
- 1904: Augusto González de Linares, geólogo español (n. 1845).
- 1906: José María de Pereda, novelista español (n. 1833).
- 1907: August Manns, director de orquesta alemán (n. 1825).
- 1910: José Domingo de Obaldía, político y presidente panameño entre 1908 y 1910 (n. 1845).
- 1911: Jacobus Henricus van't Hoff, químico neerlandés, premio nobel de química en 1901 (n. 1852).
- 1912: Piotr Lébedev, físico ruso (n. 1866).
- 1914: Gilbert Elliot-Murray-Kynynmound, gobernador canadiense (n. 1845).
- 1914: Jorge Newbery, aviador, deportista y hombre de ciencia argentino (n. 1875).
- 1916: Benjamín Argumedo, militar mexicano (n. 1876).
- 1920: Joseph Trumpeldor, activista sionista ruso (n. 1880).
- 1921: Nicolás I de Montenegro (n. 1841).
- 1922: Pichichi (Rafael Moreno Aranzadi), futbolista español (n. 1892).
- 1924: Louis Perree, esgrimista francés (n. 1871).
- 1932: Librado Rivera, político y periodista mexicano (n. 1864).
- 1936: Mijaíl Kuzmin, escritor ruso (n. 1871).

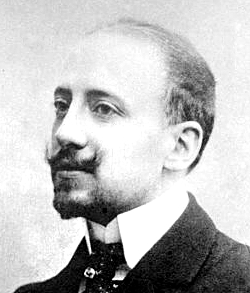
Gabriele D'Annunzio.

- 1938: Gabriele D'Annunzio, poeta y político italiano (n. 1863).
- 1940: Anton Hansen Tammsaare, escritor estonio (n. 1878).
- 1941: Lucien Merignac, esgrimista francés (n. 1873).
- 1943: Alexandre Yersin, médico y bacteriólogo suizo (n. 1863).
- 1945: Michael Strank, marine estadounidense (n. 1919).
- 1952: Mariano Azuela, escritor mexicano (n. 1873).
- 1952: Gregory La Cava, cineasta estadounidense (n. 1892).
- 1958: Giacomo Balla, pintor italiano (n. 1871).
- 1958: Carlos Velo, cineasta mexicano (n. 1909).
- 1966: Fritz Houtermans, físico alemán (n. 1903).
- 1974: Bobby Timmons, pianista estadounidense de jazz (n. 1935).
- 1976: Jean Martinon, director de orquesta y compositor francés (n. 1910).
- 1979: Mustafa Barzani, político iraquí (n. 1903).
- 1980: Wilhelmina Cooper, modelo neerlandesa (n. 1939).
- 1980: Dixie Dean, futbolista británico (n. 1907).
- 1981: Martyn Lloyd-Jones, médico y pastor presbiteriano británico (n. 1899).
- 1983: Arthur Koestler, periodista y escritor anglo-húngaro (n. 1905).

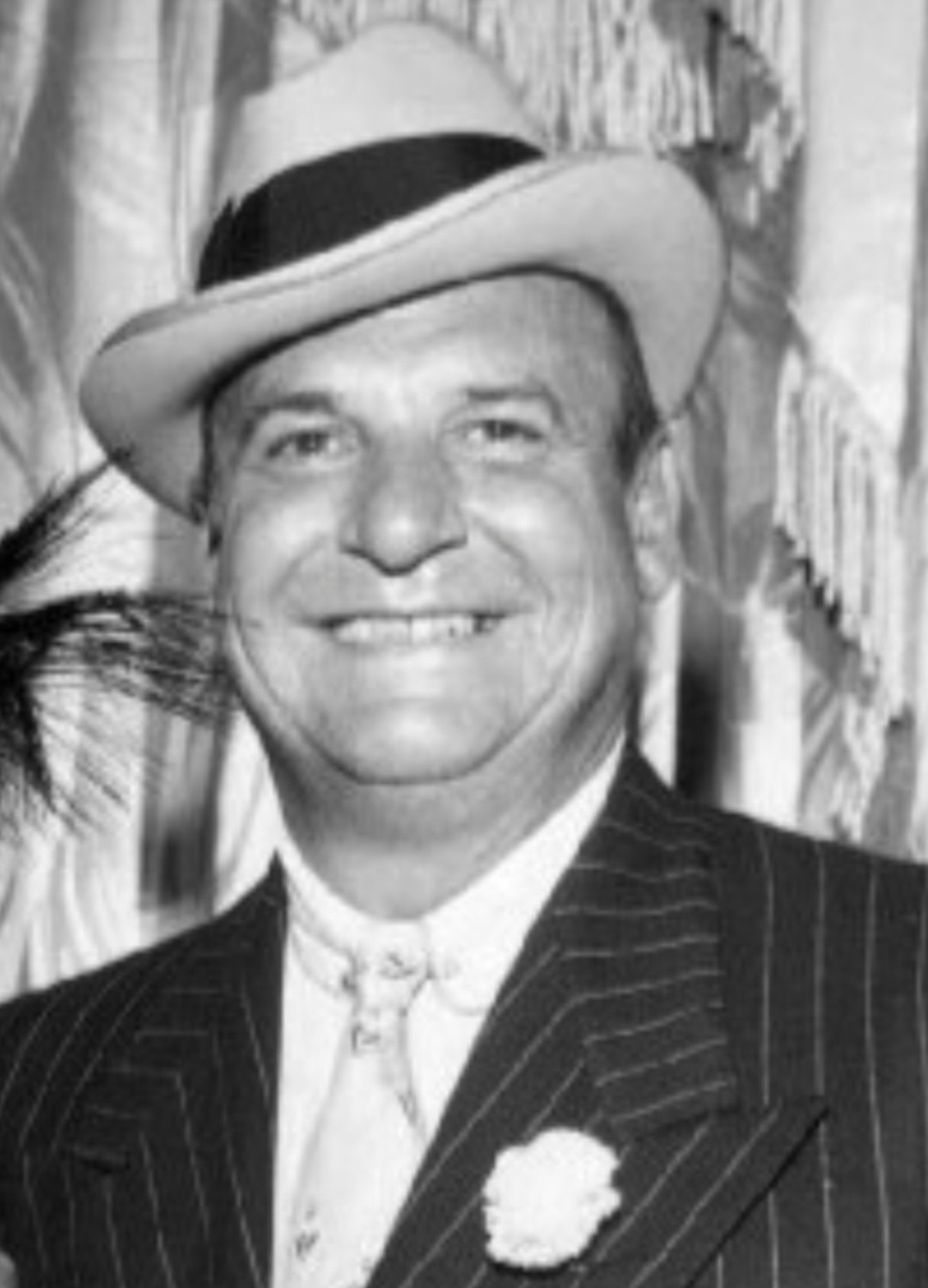
Jackie Coogan.

- 1984: Jackie Coogan, actor estadounidense (n. 1914).
- 1988: Joe Besser, actor y humorista estadounidense (n. 1907).
- 1991: Edwin H. Land, científico y magnate estadounidense (n. 1909).
- 1994: Modesto Fraile, político español (n. 1935).
- 1995: Georges Köhler, biólogo alemán, premio nobel de medicina en 1984 (n. 1946).
- 1995: Vladislav Listyev, periodista ruso (n. 1956).
- 1995: César Rodríguez, futbolista español (n. 1920).
- 2000: Andrés Landero, músico y compositor colombiano (n. 1932).
- 2000: Begoña Palacios, actriz mexicana (n. 1941).
- 2003: Nadine Conner, cantante y actriz estadounidense (n. 1907).
- 2005: Peter Malkin, espía israelí (n. 1927).
- 2006: Harry Browne, político y escritor estadounidense (n. 1933).[3]
- 2006: José Luis Castejón Garrués, político español (n. 1950).
- 2006: Peter Osgood, futbolista británico (n. 1947).
- 2007: Manuel Bento, futbolista portugués.
- 2008: Raúl Reyes, guerrillero colombiano (n. 1948).
- 2009: Pepe Rubianes, actor y director de teatro español (n. 1947).
- 2010: José Luis Bollea, cantante, director y compositor argentino (n. 1942).
- 2010: Luis Ernesto Videla, empresario chileno (n. 1960).
- 2010: Vladímir Iliushin, aviador ruso (n. 1927).
- 2012: Quique Camoiras, actor y cómico español (n. 1928).
- 2012: Jerome Courtland, actor, director y productor estadounidense (n. 1926).
- 2012: Lucio Dalla, cantautor italiano (n. 1943).
- 2013: Rafael Puyana,  clavecinista colombiano. (n. 1931).
- 2013: Bonnie Franklin, actriz estadounidense (n. 1944).
- 2013: Santos Inzaurralde, poeta y político uruguayo (n. 1925).[4]
- 2013: Ludwig Zausinger, futbolista alemán (n. 1929).
- 2014: Alain Resnais, cineasta francés (n. 1922).
- 2014: Alejandro Zaffaroni, químico y empresario uruguayo (n. 1923).
- 2014: Edita Guerrero, cantante  de cumbia peruana y miembro fundador del grupo musical Corazón Serrano. (n. 1983).
- 2015: Joshua Fishman, lingüista y académico estadounidense (n. 1926).
- 2015: Minnie Miñoso, beisbolista cubano (n. 1922).
- 2015: Chris Welp, baloncestista y entrenador alemán (n. 1964).
- 2018: Luigi Taveri, piloto de motociclismo suizo (n. 1929).
- 2019: Zhorés Alfiórov, físico ruso, premio nobel de física 2000 (n. 1930).
- 2019: Kevin Roche, arquitecto estadounidense (n. 1922).
- 2020: Ernesto Cardenal poeta, sacerdote, teólogo, escultor y político nicaragüense (n. 1925).
- 2021: Quique San Francisco, actor y cómico español (n. 1955).
- 2023: Just Fontaine, futbolista francés  (n. 1933).
- 2023: Anise Koltz, escritora y traductora luxemburguesa (n. 1928).
- 2023: Allan McGraw, futbolista británico (n. 1939).
- 2023: Irma Serrano, cantante, actriz y política mexicana (n. 1933).
- 2023: Rubén López, trompetista argentino de origen uruguayo (n. 1965).
- 2024: Iris Apfel, empresaria, diseñadora de interiores e ícono de la moda estadounidense (n. 1921).
- 2024: Lynn Fainchtein Steider, comunicadora, locutora y productora mexicana (n. 1963).
- 2024: Akira Toriyama, mangaka y diseñador de personajes japonés, creador del manga Dragon Ball (n. 1955).
- 2025: Paula Alvarellos, abogada y política española (n. 1963).

## Celebraciones

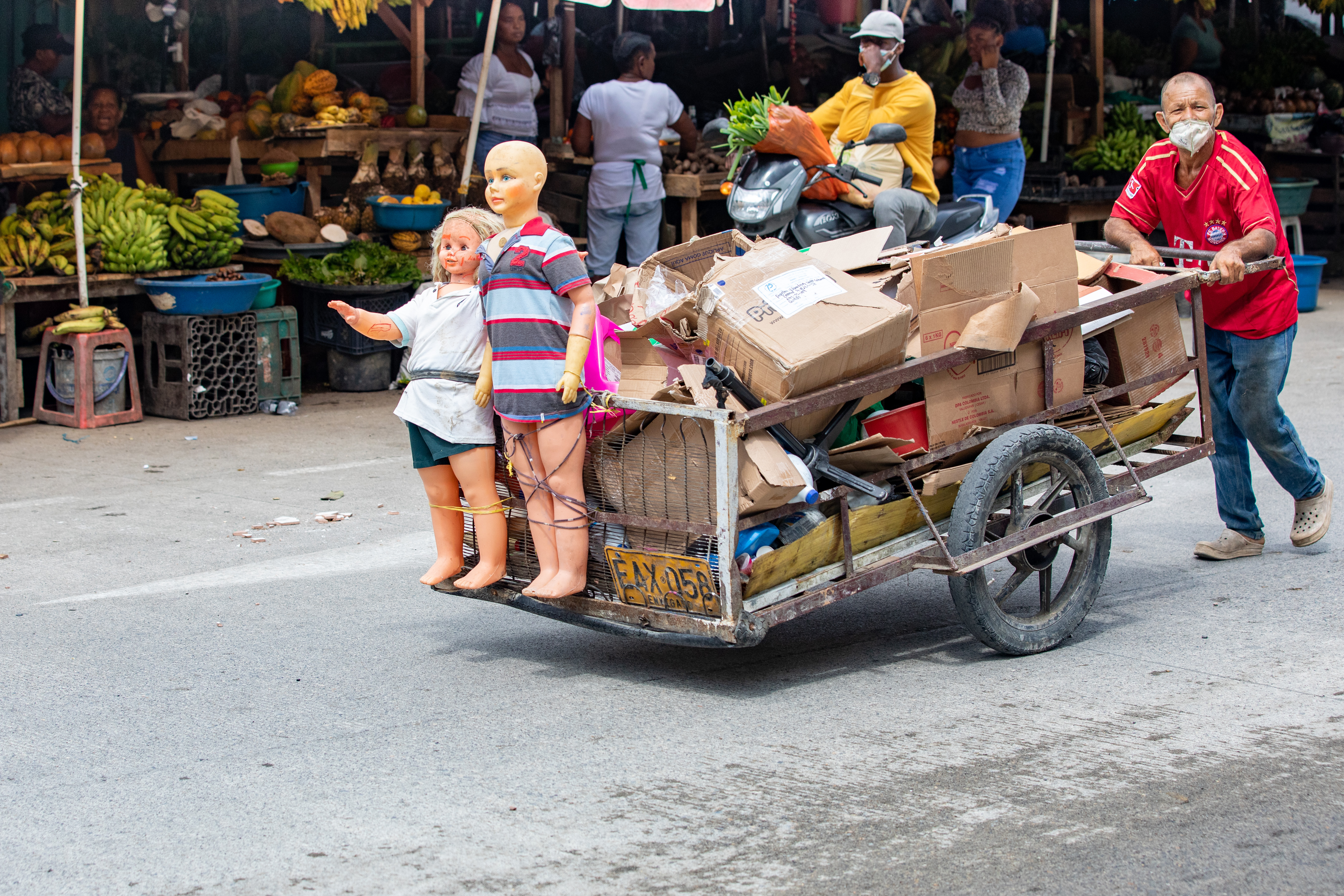
Un recuperador urbano (cartonero) en Bogotá, Colombia.

- Día Mundial del Recuperador Urbano.[5]
(del recuperador ambiental, del reciclador, del cartonero, según cada país.).
Para reconocer el trabajo de las personas que transforman los residuos en nuevos recursos. El rol de los recuperadores urbanos habla del trabajo de las más de 20 millones de personas que viven de la recolección y clasificación de residuos en el mundo. Esta fecha también conmemora la muerte de 10 trabajadores del reciclaje en 1992 en Barranquilla, Colombia.

- Día Mundial de la Protección Civil.
Este día destaca el esfuerzo de quienes se preparan y actúan en la prevención y gestión de emergencias o desastres causados por fenómenos perturbadores.

- Día Internacional de la Silla de Ruedas.
Jornada en la que las personas usuarias celebran el impacto positivo que este dispositivo tiene en sus vidas.

- Día Mundial de la Musicoterapia.[6]
Para reconocer el poder curativo de la música y su capacidad de mejorar la calidad de vida de las personas.

- Día Mundial del Cumplido.[7]
La propuesta nacida en Países Bajos es una celebración anual que busca fomentar el reconocimiento sincero, promoviendo un gesto sencillo con impacto positivo.

- Día de Concientización sobre las Autolesiones.

Compartidas
- Naciones Unidas: 
  - Día de la Cero Discriminación.
Es una jornada internacional de concienciación que se celebra anualmente el 1 de marzo desde 2014, establecida por la Asamblea General de las Naciones Unidas (ONU), a instancias del Programa Conjunto de las Naciones Unidas sobre el VIH/sida (ONUSIDA) en 2013.

- - Día Mundial de los Pastos Marinos.
Es una jornada que se celebra anualmente el 1 de marzo desde 2023 establecida por la Asamblea General de las Naciones Unidas el 23 de mayo de 2022.

Por países
(por orden alfabético)
- Argentina: 
  - Inician las sesiones ordinarias en el Congreso (cadena nacional).
  - Día Nacional del Transporte (fallecimiento de Jorge Newbery).[8]
  - Día Nacional del Ferroviario.

- Bosnia y Herzegovina: 
  - Día de la Independencia.

- Chile: 
  - Día de la Inclusión Social y la No Discriminación.

- Colombia: 
  - Día del Contador Público.
Celebra la primera Reunión Nacional de Juntas Directivas de Agremiaciones de Colombia que se realizó en la Universidad de Antioquia, el 1 de marzo de 1975 (hace 50 años).

- Corea del Sur: 
  - Samiljeol.

- España: 
  - Día de las Islas Baleares.
Conmemora la publicación del Estatuto de Autonomía de Baleares de 1983. Es un día festivo en esta comunidad autónoma.

- Estados Unidos: 
  - Día de la Mantequilla de Maní.[9]
(en inglés: National Peanut Butter Lovers Day.).
  - Día de la Protección del Caballo.[9]
(en inglés: National Horse Protection Day).
  - Día del Cerdo.[9]
(en inglés: National Pig Day).
  - Día de Planificación de Bodas.[9]
(en inglés: National Wedding Planning Day).

- Islandia: 
  - Bjórdagur.

- Islas Marshall: 
  - Día del Recuerdo.

- Micronesia: 
  - Día de Yap.

- Nicaragua: 
  - Día del Periodista.
Fecha de aniversario de la aparición del primer diario en el país, el 1 de marzo de 1884 (hace 141 años) en la ciudad de Granada.

- Paraguay: 
  - Día de los Héroes de la Patria.
Conmemora la última batalla de la Guerra contra la Triple Alianza y la muerte del Mariscal Francisco Solano López.[10]

- Polonia: 
  - Día Nacional del Recuerdo de los "Soldados Malditos".

- Reino Unido: 
  - Día de San David.

Compartidas
- Bulgaria |  Moldavia |  Rumania: 
  - Mărțișor.

### Santoral católico
- San Félix III, papa (f. 492).[11]

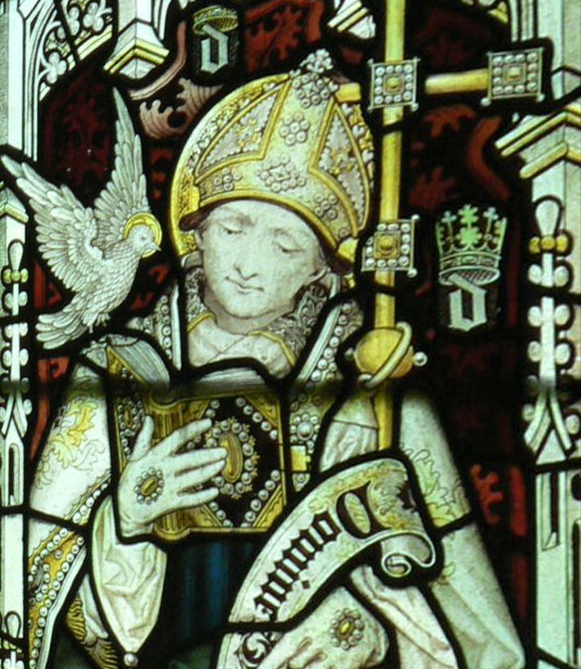
Vitral en Jesus College Chapel, Oxford, mostrando a San David. A finales del.

- San Albino de Andgevia, obispo (f. c. 550).
- San David de Menevia, obispo (f. c. 601).[11]También conocido como San David de Gales. (imagen ilustrativa).
- San Siviardo de Anille, abad (f. c. 680).[11]
- San Suitberto de Werda, obispo (f. 713).[11]
- San León de Vasconia, obispo y mártir (s. IX).[11]
- San León Lucas, abad (f. c. 900).[11]
- San Rosendo de Celanova, obispo y abad (f. 977).[11]
- Beato Cristóbal de Milán, presbítero.[11]
- Beata Juana María Bonomo, abadesa (f. 1670).[11]
- Santa Inés Cao Kuiying, mártir (f. 1856).[11]